# Centralny Bank Nikaragui
Centralny Bank Nikaragui (hiszp: Banco Central de Nicaragua) – nikaraguański bank centralny z siedzibą w Managua.
Bank rozpoczął działalność 1 stycznia 1961 roku na mocy ustawy z 16 września 1960. W świetle art. 99 Konstytucji Nikaragui, do zadań banku centralnego należy regulowanie systemu walutowego. Zadania Banku Centralnego Nikaragui są również regulowane ustawą Ley Orgánica del Banco Central del Nicaragua, która definiuje bank centralny jako podmiot państwowy, zdecentralizowany, posiadający osobowość prawną, o nieoznaczonym czasie trwania.